# Білогуб Дмитро Климович
Дмитро Климович Білогуб (псевдо.: «Вернигора», «Хорольський»; 1892 — пом. 16 травня 1945, Львів) — український військовий діяч. Підполковник Армії УНР, інспектор кавалерії Військової Округи УПА «ВО-2 «Буг»», організатор відділу кінноти. Активіст українського ветеранського руху у міжвоєнній Польщі.

## Життєпис
Дмитро Білогуб народився в м. Хорол, Полтавської губернії.
Останнє звання у російській армії — поручик.
У березні 1918 р. вступив до Запорізького кінного полку ім. К. Гордієнка Армії УНР, у складі якого брав участь у боях проти більшовиків у 1918—1919 рр.
З червня 1920 р. — помічник командира 1-ї бригади Окремої кінної дивізії Армії УНР.
З 15 квітня 1921 р. — командир 5-го кінного полку ім. К. Гордієнка Окремої кінної дивізії Армії УНР.
У 1940 р. у Варшаві очолював Легіон колишніх старшин Армії УНР.
З 1939 по 1941 роки працював начальником озброєної охорони на цукровому заводі в м. Переворськ (Пшеворськ). Від середини 1941 року працював комендантом Луцької районної поліції, з жовтня 1941 також був керівником «Союзу українських комбатантів» у м. Луцьк (замість М. Швидуна, який пішов з посади через зіткнення інтересів зі владою міста), в середині 1943 року був заарештований за перехід підлеглих в УПА.
З 1943 р. служив в Українській Повстанській армії, був інспектором кавалерії Військової Округи УПА «Буг2» (псевдо — «Вернигора»).
Влітку 1944 із чотою кінноти прикріплений до куреня «Галайда». Відзначився 28 серпня 1944 року в бою УПА із загоном НКВС у с. Карів Сокалальського району Львівської області, був поранений.
Наприкінці жовтня 1944 року вдруге поранений, лікувався у с. Довжні поблизу м. Белза (нині Польща). Там був заарештований львівським НКВС 11 лютого 1945 року. Загинув у в'язниці № 4 Львова.
Дружина полковника була засновником Струсівської капели «Кобзар», померла у 1972 році в с. Струсів Теребовлянського району Тернопільської області.